# アレックス・クロス 〜狙われた刑事〜
『アレックス・クロス ～狙われた刑事～』（英語: Cross）は、ジェームズ・パターソンの小説シリーズを元にベン・ワトキンスが制作したアメリカの犯罪スリラーテレビシリーズ。法心理学者であり殺人課の刑事であるアレックス・クロスが、相棒のジョン・サンプソン刑事と共に殺人犯を追う姿が描かれる。

## キャスト
※括弧内は日本語吹替。
- アレックス・クロス：オルディス・ホッジ（宮内敦士） - ワシントンDC警察の刑事。法心理学者。
- ジョン・サンプソン：イザイア・ムスタファ（英語版）（竹田雅則） - アレックスの相棒の刑事。
- レジーナ・"ナナ・ママ"・クロス：ファニタ・ジェニングス（英語版）（おまたかな） - アレックスの祖母。
- ボビー・トレイ：ジョニー・レイ・ギル（玉井勇輝）
- ケイラ・クレイグ：アロナ・タル（濱口綾乃） - FBI捜査官。
- エル・モンテイロ：サマンサ・ウォークス（折井あゆみ） - アレックスの恋人。
- デイモン・クロス：ケイレブ・エライジャ（濱口綾乃） - アレックスの息子。
- ジャニー・クロス：メロディ・ハード（久保ユリカ） - アレックスの娘。
- アンダーソン警察署長：ジェニファー・ウィグモア（藤本喜久子）
- シャノン・ウィトマー：エロイーズ・マンフォード（桃江トウコ）
- エド・ラムジー：ライアン・エッゴールド（高橋広樹）

- ビル・ハーディ刑事：マット・バラム
- アミエリン・ベガ刑事：メルセデス・デ・ラ・ゼルダ
- ショーナ・デ・ラックナー刑事：ステイシー・グリーンウェル
- アクバル刑事：ドウェイン・マーフィー
- タニア・ハイタワー：シボーン・マーフィー（加藤美佐） - ジャーナリスト
- クリス・ウー：ジェイソン・ロゲル
- マリア・クロス：ショーンティー・シューラー・アーヴィング - アレックスの亡き妻
- オラシーン・マッシー警部補：シャロン・テイラー（渡辺ゆかり） - アレックスの上司
- ミス・ナンシー：カレン・ロビンソン（水野ゆふ）

日本語吹替版スタッフ
演出：高橋剛、翻訳：畑山奈澄・小佐々有希、スタジオ：ブロードメディア

## 制作

### キャラクター
アレックス・クロスのキャラクターは、『コレクター』、『スパイダー』（モーガン・フリーマンがアレックス・クロス役）、『バーニング・クロス』（タイラー・ペリーがアレックス・クロス役）の3本の長編映画に登場している。

### 制作

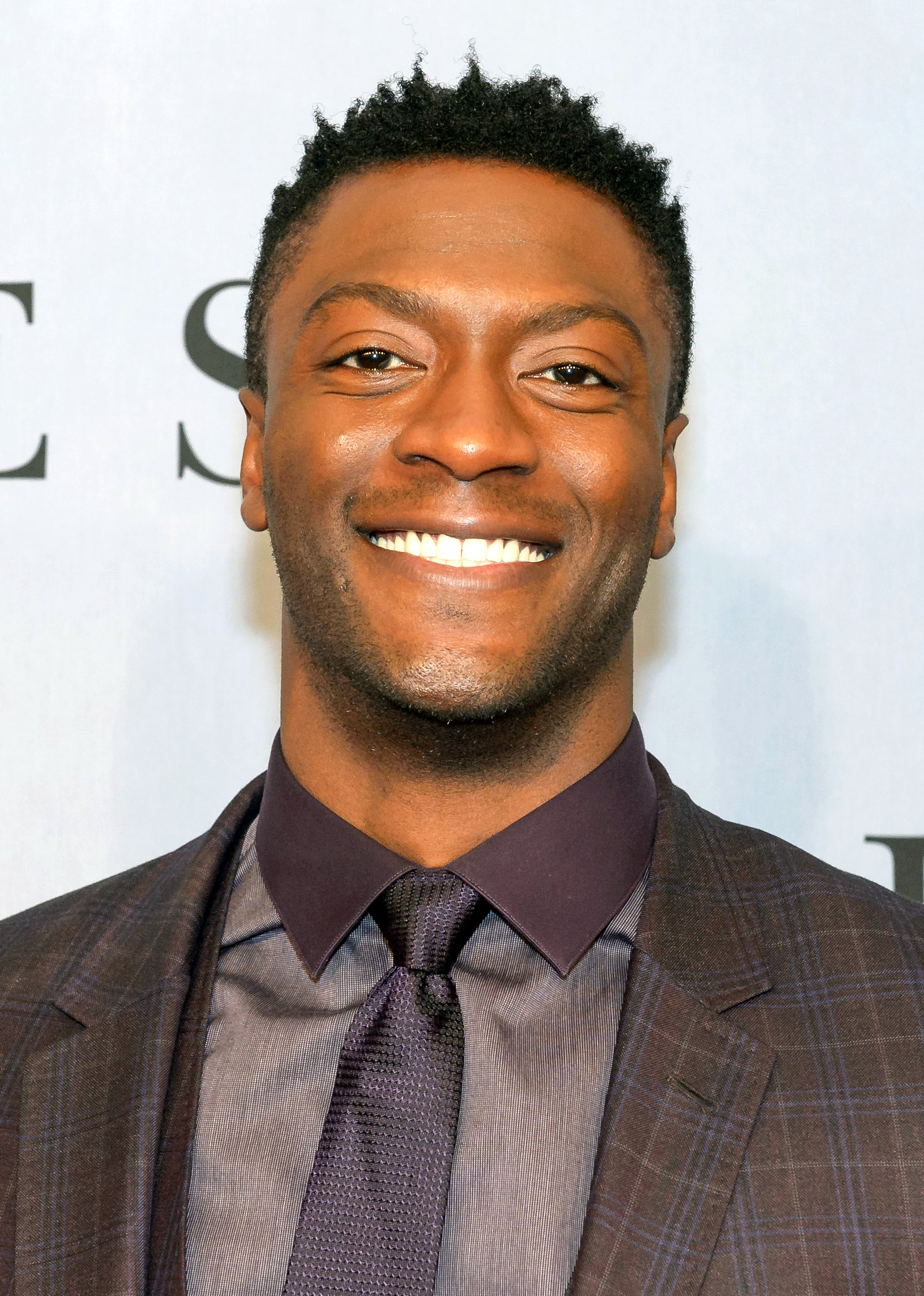
アレックス・クロスを演じるオルディス・ホッジ

2020年1月22日、Amazon MGMスタジオ、パラマウントテレビジョンスタジオ、スカイダンステレビジョンが提携し、ジェームズ・パターソンの『アレックス・クロス』の小説を原作としたテレビシリーズを制作することが発表された。2022年10月27日、オルディス・ホッジが主役と制作を務め、ベン・ワトキンスがショーランナー兼脚本家を務めることが発表された。2024年4月30日、第1シーズン初放送に先立ち、第2シーズンが制作されることが発表された。

## リリース
最初のティーザー予告編は2024年5月14日に公開され、9月にはフルトレーラーとシリーズが公開された。2024年11月14日にプレミア上映され、第1シーズンの全8話がAmazonプライムビデオで配信された。